# Centaurea armena
Centaurea armena — вид рослин з роду волошка (Centaurea), з родини айстрових (Asteraceae).

## Опис рослини
Це багаторічна рослина. Стебло дуже коротке, просте або з невеликою кількістю коротких гілок, квіткові голови майже сидячі у розетках часто дуже великих листків. Листки ± щільно-волосисті, дуже мінливі, ліроподібні, з 2–6 парами бічних сегментів і трикутним кінцевим сегментом або, рідше, перисторозділені або неподільні. Кластер філаріїв (приквіток) 22–27 × 20–30 мм, майже кулястий; придатки великі, приховують базальні частини філаріїв або майже так, від солом'яного до світло-коричневого кольору. Квітки жовті. Сім'янки 5–6 мм; папуси 1–2 мм. Період цвітіння: червень і липень.

## Середовище проживання
Поширений у північній, північно-східній і східній Туреччині й Вірменії. Населяє гірські схили.